# Malinovka, Kemerovo
Malinovka este o localitate cu 10.235 loc. (2002) ce aparține de orașul Osinniki, situat în regiunea Kemerovo.

## Date geografice
Localitatea se află la altitudinea de 230 m deasupra n.m. la sud de bazinul carbonifer Kuznezk, la marginea munților Șoria. Malinovka se află pe malul drept al râului Tom un afluent a lui Kondoma. El se află la de 230 km sud-est, distanță aeriană de orașul Kemerovo, care este capitala regiunii. 

## Evoluția populației
| Anul | Nr. locuitori |
| ---- | ------------- |
| 1959 | 6.978         |
| 1970 | 10.276        |
| 1979 | 10.232        |
| 1989 | 11.374        |
| 2002 | 10.235        |

## Economie
Principala ramura industrială este concernul Alardinskaja der AG (OAO) Iușkusbasugol, care se ocupă cu extragerea cărbunilor. Prin localitate trece Calea ferată transsiberiană
1. ↑  OKTMO 179/2016, accesat în 27 octombrie 2016